# Mirocin Dolny
Mirocin Dolny (Duits: Nieder Herzogswaldau) is een plaats in het Poolse district  Nowosolski, woiwodschap Lubusz. De plaats maakt deel uit van de gemeente Kożuchów en telt 378 inwoners.